# Laura Allegrini
Laura Allegrini (Viterbo, 23 luglio 1960) è una politica italiana.

## Biografia
Vive a Gradoli (Viterbo); si è laureata in Giurisprudenza presso l'Università La Sapienza di Roma, è imprenditrice nel settore agroalimentare.
Dal 1995 al 2001 è stata Presidente della scuola musicale comunale di Viterbo.

### Attività politica
Esponente del Movimento Sociale Italiano, nel 1995 aderisce alla svolta di Fiuggi di Gianfranco Fini da MSI ad Alleanza Nazionale (AN), dove alle elezioni regionali nel Lazio del 1995 si candida in Consiglio regionale con AN in provincia di Viterbo, risultando la prima dei non eletti; ciononostante diviene Consigliere l'anno successivo, subentrando a Michele Bonatesta, eletto senatore.
Alle successive regionali del 2000 viene rieletta Consigliere regionale, con quasi 9 000 preferenze. È stata presidente della Commissione consiliare permanente Agricoltura, caccia e pesca, produzione agroalimentare, nonché Vicepresidente della Commissione consiliare per la condizione giovanile, innovazione e riforma della burocrazia.
Ricandidata anche alle regionali del 2005, nonostante le quasi 11 000 preferenze personali non è rieletta, in quanto non scatta il seggio di Alleanza Nazionale in provincia di Viterbo.
Tra il 2005 al 2006 è stata consigliere ministeriale del Ministro della Salute Francesco Storace, durante il terzo governo presieduto da Silvio Berlusconi.
Alle elezioni politiche del 2006 viene eletta al Senato della Repubblica, nelle liste di Alleanza Nazionale nella circoscrizione Lazio.
Alle elezioni politiche del 2008 viene rieletta senatrice, nelle liste del Popolo della Libertà.
Ricandidata in Senato anche alle elezioni politiche del 2013 con il Popolo della Libertà, non è rieletta.
Il 16 novembre 2013, con la sospensione delle attività del Popolo della Libertà, decide di aderire al Nuovo Centrodestra guidato da Angelino Alfano, partito che abbandonerà ad ottobre 2015.
A novembre 2015 è tra i fondatori del movimento politico "Azione Nazionale" di Gianni Alemanno, che nel febbraio 2017 confluirà assieme a La Destra di Francesco Storace nel Movimento Nazionale per la Sovranità.
In vista delle elezioni politiche del 2018, a gennaio 2018 lascia il Movimento Nazionale per la Sovranità per aderire a Fratelli d'Italia di Giorgia Meloni, con cui viene ricandidata al Senato della Repubblica nella circoscrizione Lazio, ma non venendo eletta.
Alle elezioni amministrative del 2018 a Viterbo viene eletta consigliere comunale con Fratelli d'Italia; il 4 luglio successivo diviene assessore ai lavori pubblici del comune di Viterbo nella nuova giunta di Giovanni Arena.